# Batalha de Bråvalla
Batalha de Bråvalla (em sueco: Bråvallaslaget; em dinamarquês: Bråvallaslaget) foi uma batalha lendária do século VIII, em lugar indeterminado da Suécia - talvez na Östergötland ou na Småland - opondo os suíones (Svear) aos danos (Daner).

Os suíones (Svear) eram comandados pelo rei Sigurdo, o Anel e contavam com o apoio dos gautas ocidentais (Västgötar). Os danos (Daner) eram comandados pelo rei Haroldo Dente de Guerra e contavam com o apoio dos gautas orientais (Östgötar).

Como motivo da batalha é apontada a circunstância do rei dano ter atingido os 150 anos e estar envelhecido e fragilizado, tendo receio de não poder morrer heroicamente em batalha - a condição primordial para ir para o paraíso nórdico de Valhall após a sua morte. Por esse motivo teria desafiado o rei suíone - seu sobrinho - para uma grande contenda que lhe daria a oportunidade de ter uma morte heróica e ganhar assim um lugar no paraíso nórdico.

O resultado do confronto foi a vitória dos suíones e seus aliados, com a ajuda do deus Odin, que interveio na contenda e matou o próprio rei dos danos. 

A batalha está mencionada - 5 séculos mais tarde no século XIII - nos Feitos dos Danos (Gesta Danorum) do historiador dinamarquês Saxão Gramático e na saga lendária islandesa conhecida como Saga de Hervör.

## Fundo histórico
A historicidade da batalha é objeto de discussão. 
Não há fontes históricas credíveis que atestem que a batalha tenha realmente sido travada, nem tão-pouco o possível local e datação do acontecimento. 
A ausência de vestígios arqueológicos é igualmente determinante para o ceticismo dos historiadores sobre esta batalha aparentemente espetacular.           